# Ermida de Nossa Senhora dos Prazeres

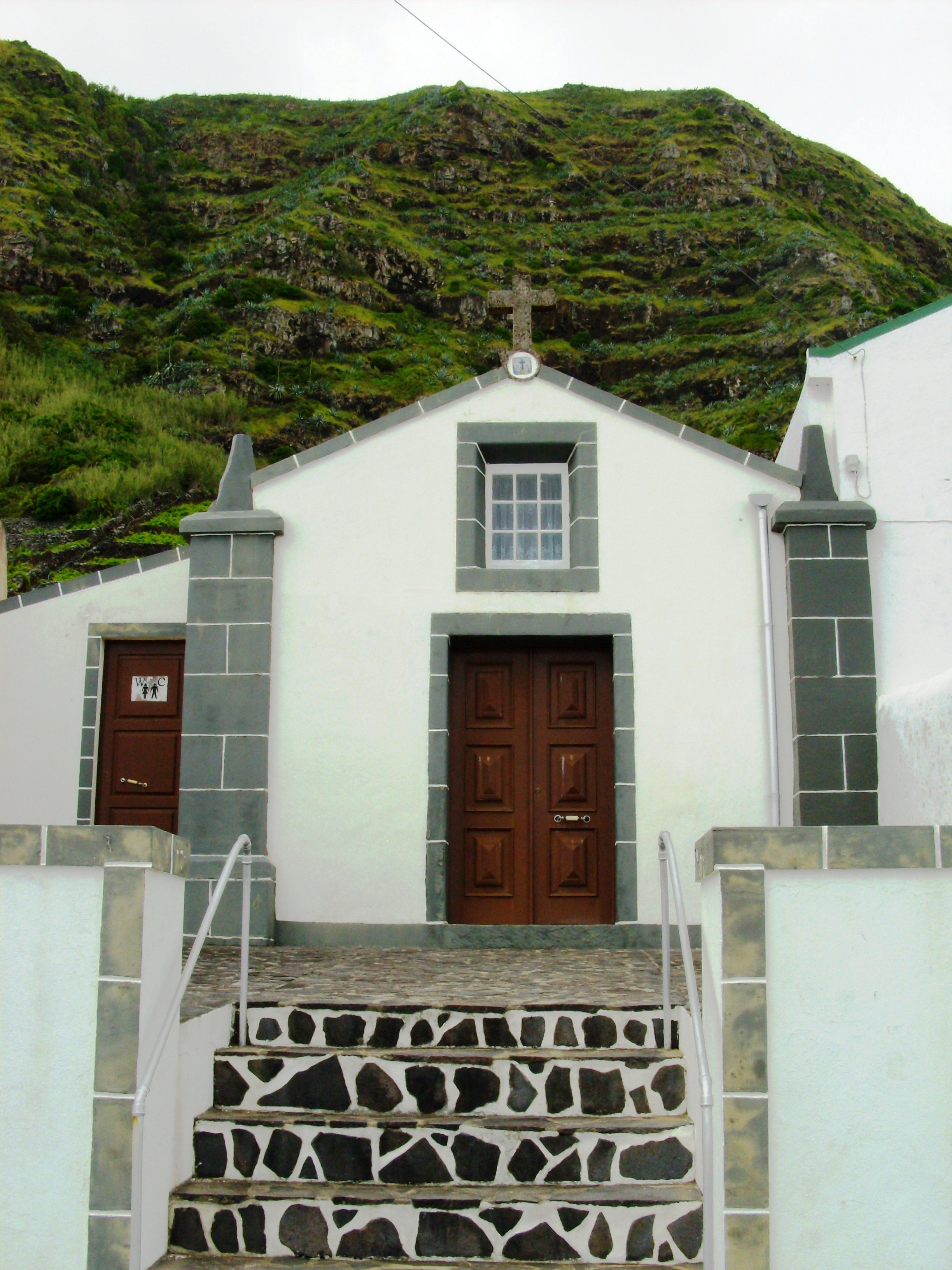
Ermida de Nossa Senhora dos Prazeres.

A Ermida de Nossa Senhora dos Prazeres localiza-se no lugar da Maia, na freguesia do Santo Espírito, concelho da Vila do Porto, na ilha de Santa Maria, nos Açores.

## História
A primitiva ermida foi erguida em 1685, defronte para o mar, cercada por vinhas, por Manuel de Sousa Falcão e sua esposa, Cristina, às próprias expensas.
Encontra-se referida por MONTE ALVERNE (1986) ao final do século XVII.
Foi recuperada em 1997 com recursos de um grupo emigrantes nos Estados Unidos da América e do Canadá.

## Características
Apresenta planta rectangular, com um pequeno volume adossado à lateral esquerda, coberto pelo prolongamento de uma das águas do telhado.
A fachada possuiu porta encimada por janela. No topo da cumeeira, uma cruz de pedra.
A cobertura é de duas águas em telha de meia-cana tradicional.
Em seu interior destacava-se no altar um frontal de azulejos que, no entanto, haviam sido colocados irregularmente.

## A lenda do cativo
A história desta ermida encontra-se associada a uma interessante lenda, registada por CARVALHO (2001:78-82).
Domingos Corvêlo, vinhateiro de Diogo Fernandes Faleiro (ver Lagar de Diogo Santos Faleiro), vigiava as uvas em uma furna no lugar do Aveiro, quando por ali entrou, vindos do mar, um grupo de Piratas da Barbária. Após terem saqueado a ermida e roubado a imagem da padroeira, capturaram Corvêlo, levando-o amarrado e amordaçado como cativo. Quando a filha chegou com o jantar, como de hábito, não encontrou o pai. Chegando à ermida, encontrou-a aberta e despojada da imagem, correndo então para a Calheta para dar a notícia.
Dado como morto pelos filhos, Corvêlo foi mantido prisioneiro pelos piratas, por ter se recusado a juntar-se ao grupo. Desesperado, em sua aflição, prometeu à Senhora dos Prazeres adquirir uma nova imagem, caso conseguisse retornar a Santa Maria, vindo entretanto a adoecer. Muito mal de saúde, implorou aos Mouros o seu regresso, que dele se apiedaram, devolvendo-o ao lugar de Aveiro.
Desembarcando de noite, chegou à Calheta de madrugada, batendo à porta de sua própria casa no escuro. A família, pensando que era um malfeitor, armou-se de paus, saiu e agrediu o desconhecido, que caiu ao chão. A esposa reconheceu os gemidos do ferido, que foi então recolhido desfalecido e tratado - com vinagre quente e cinza de trapos. Ao acordar, narrou à família as suas desventuras, assim como a promessa feita à Senhora dos Prazeres, cumprida a seguir, por meio de um peditório descalço.
Corvêlo viveu mais alguns anos, vindo a falecer, no seio da família, de doença contraída nos anos em que esteve fora.